# 克里斯蒂娜·拉赫蒂
克里斯蒂娜·拉赫蒂（英語：Christine Lahti，1950年4月4日—），美國女演員和電影製片人。曾获得黄金时段艾美奖戏剧类电视系列剧最佳女主角。